# スキャナドゥ
Scanaduとは2011年に設立されたカリフォルニア州マウンテンビューのエイムズリサーチパークを拠点として医療機器の販売とサービスを提供している企業。

## 概要
2013年7月、Scanadu ScoutはクラウドファンディングプラットフォームのIndiegogoで当時の調達最高額である$137万ドルの調達に成功した。さらに2013年11月にはベンチャーキャピタルから$1050万ドルの出資を受けることに成功、その後、アメリカ食品医薬品局（FDA）に医療機器として申請、治験を開始した。
しかし、2016年末の時点ではFDAから医療機器としての承認を得られておらず、同社はサービスの停止も視野に入れているとされ、今後の展開に暗雲が漂う。
Scanaduの共同創業者であるWalterとSam De Brouwer夫妻は、2016年初頭に退社した。

## 製品

### Scout
本体内部に電極、可視光・赤外線センサー、ジャイロセンサー、加速度センサー、温度センサー、マイク等のセンサーが内蔵されており、マイクで心拍数と呼吸数を計測、可視光発光ダイオード・近赤外線発光ダイオードとSpO2センサーと呼ばれているセンサーで血中酸素飽和度を測定、心電図 (ECG) センサーで心臓の電気的信号を測定して不整脈を検知、血圧はPWTT (Pulse Wave Transit Time) という方式で、ECGとSpO2センサーを使い、心臓の鼓動と脈波が指に伝わる時間からパルス伝搬速度を計測し算出する。体温、呼吸速度、血中酸素濃度、心拍数、血圧、ストレス等の生理現象を測定し、アプリに送信する。
Scoutは基本ソフトとしてNASAのキュリオシティ火星探査車の火星サンプル分析装置(SAM)で使用され、信頼性に定評があるMicrium社製のリアルタイムOS (RTOS) を使用している。
同社の開発チームはScout開発プロジェクトの開始にあたって、実際にスタートレックのさまざまな小道具を買い集めた。日々の健康状態を把握して異変があれば知らせるようになっている。しかし、当初、予定していた診断機能は一部しか実現されていない。

### Scanaflo
iPhone対応の尿検査装置で、1回の測定で尿と反応してステック上で発色する試薬でグルコース、タンパク質、白血球、亜硝酸、尿中の血液、ビリルビン、ウロビリノーゲン、微量アルビミン、クレアチニン、ケトン、比重、pH値を基に妊娠、糖尿病から、薬物吸引の有無等、12項目を判定する。

### ScanaFlu
風邪に似た症状がある場合に唾液を検査して、溶連菌感染症、インフルエンザ、アデノウイルス感染症、RSウイルス感染症かどうか調べることができる。